# All-Terrain Hex-Legged Extra-Terrestrial Explorer

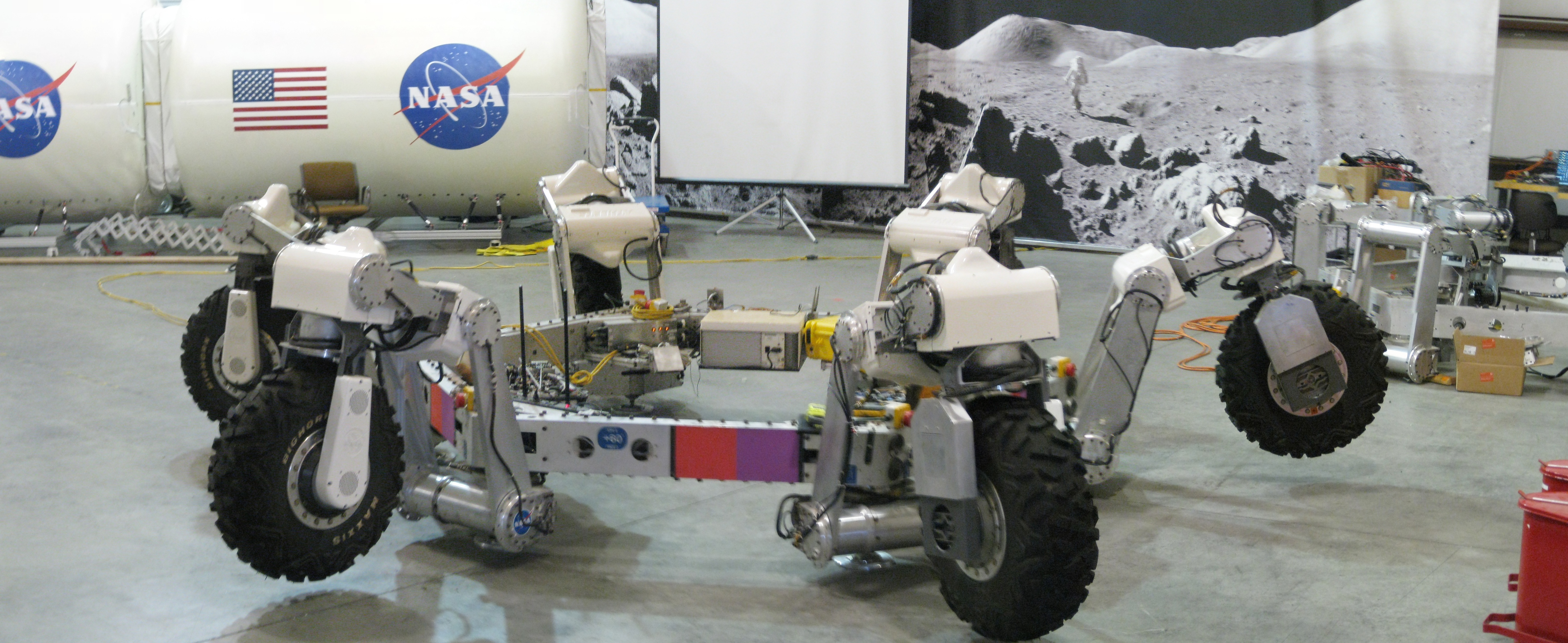
Місяцехід ATHLETE у тестовій лабораторії JPL. Серпень 2008

All-Terrain Hex-Legged Extra-Terrestrial Explorer (ATHLETE) (дослівно «Апарат для дослідження неземних поверхонь будь-якого типу, забезпечений шістьма кінцівками») — автоматичний шестиногий транспортний всюдихід, що розробляється Jet Propulsion Laboratory (JPL), Каліфорнійським технологічним інститутом і NASA.

## Призначення
Ровер призначений для висадки на Місяць (у перспективі — Марс) і транспортування вантажів, житлових і лабораторних модулів по поверхні.

## Опис
Розробка ведеться як частина програми NASA «Сузір'я».
Розробка 2009 складається з трьох прикріплених до вантажної платформі незалежних частин. Кожна частина виглядає як дві кінцівки, на яких знаходиться по одному колесі. Всі три частини можуть працювати незалежно, а при приєднанні до вантажної платформі функціонують як єдине ціле.
Для пересування по важких ділянках місцевості, колеса можуть бути заблоковані і кінцівки будуть використовуватися як «лапи» комахи.
Висота «стоячого» ровера становить чотири метри, вантажопідйомність — 450 кілограмів в умовах земної гравітації.
Максимальна швидкість пересування ATHLETE дорівнює два кілометри на годину.